# Gennaro Verolino
Gennaro Verolino (Napoli, 3 novembre 1906 – Roma, 17 novembre 2005) è stato un arcivescovo cattolico italiano.

## Biografia
Visse la sua infanzia e giovinezza ad Acerra, paese di origine della madre.
Studiò presso il seminario di Acerra, e poi, alla facoltà teologica dei Gesuiti di Napoli. Fu ordinato sacerdote il 23 dicembre 1928, nella cappella privata di monsignor Francesco De Pietro, vescovo di Acerra.
Dopo poco fu inviato a Roma dove studiò presso l'Apollinare. Conseguì la laurea in utroque iure, scegliendo di seguire la carriera diplomatica al servizio della Santa Sede. Come segretario della nunziatura apostolica, nel 1944 visse in Ungheria, retta allora dal nunzio Angelo Rotta.
In quel periodo, in piena seconda guerra mondiale, rischiando la propria incolumità fisica, si distinse per aver salvato da morte certa più di 30000 ebrei. I nazisti avevano deciso di attuare la loro eliminazione di massa, di deportarli nei campi di concentramento per sterminarli, essendo l'Ungheria occupata dalle truppe di Adolf Hitler. Il futuro arcivescovo li mise sotto protezione diplomatica, con passaporti falsi. Il tutto avvenne con l'appoggio determinante del Nunzio Apostolico Angelo Rotta.
Dal febbraio 1948 al novembre dello stesso anno sostituì come Incaricato d'affari l'Internunzio apostolico per la Cecoslovacchia Saverio Ritter.
Pio XII lo nominò arcivescovo titolare di Corinto e nunzio apostolico in El Salvador e in Guatemala il 5 settembre 1951; venne consacrato vescovo dal cardinale Clemente Micara il 7 ottobre successivo. Il 15 febbraio 1957 divenne nunzio apostolico in Costa Rica e il 2 marzo 1963 segretario della Sacra Congregazione del Cerimoniale, fino alla soppressione della stessa, nel 1967, a causa della riforma della Curia Romana voluta da Paolo VI.
Partecipò a tutte le sessioni del Concilio Ecumenico Vaticano II.
Nel 1986 si dimise da tutti gli incarichi, per raggiunti limiti di età, come prescrive il Codice di diritto canonico. Morì a Roma il 17 novembre 2005, all'età di 99 anni.
Dal 2007 è sepolto nella cappella dei vescovi del cimitero di Acerra.

## Onorificenze
Per l'attività svolta a Budapest a favore degli ebrei, ha avuto nel 1994 un riconoscimento dal governo ungherese e nel 2004 in Vaticano, alla presenza dell'allora segretario di Stato cardinale Angelo Sodano e del primo ministro di Svezia, il premio "Per Anger".
Nel 2007 è stato ufficialmente insignito del titolo di Giusto tra le Nazioni dall'Istituto Yad Vashem di Gerusalemme, (Israele). A causa di un'iniziale riluttanza di Yad Vashem a riconoscere i meriti specifici di Monsignor Verolino, il riconoscimento necessitò un iter molto lungo e giunse solo postumo.
Anche il comune di Acerra nel 2005, in segno di riconoscenza, ha consegnato ai familiari di mons. Verolino la medaglia d'oro della città. Infine, nel luglio del 2008 è stato inciso il suo nome sulla pietra dei Giusti nella sinagoga di Budapest.
Nel settembre 2010, a Budapest, gli è stata intitolata una scuola per bambini disabili.

## Genealogia episcopale e successione apostolica
La genealogia episcopale è:
- Cardinale Scipione Rebiba
- Cardinale Giulio Antonio Santori
- Cardinale Girolamo Bernerio, O.P.
- Arcivescovo Galeazzo Sanvitale
- Cardinale Ludovico Ludovisi
- Cardinale Luigi Caetani
- Cardinale Ulderico Carpegna
- Cardinale Paluzzo Paluzzi Altieri degli Albertoni
- Papa Benedetto XIII
- Papa Benedetto XIV
- Papa Clemente XIII
- Cardinale Marcantonio Colonna
- Cardinale Giacinto Sigismondo Gerdil, B.
- Cardinale Giulio Maria della Somaglia
- Cardinale Carlo Odescalchi, S.I.
- Vescovo Eugène de Mazenod, O.M.I.
- Cardinale Joseph Hippolyte Guibert, O.M.I.
- Cardinale François-Marie-Benjamin Richard de la Vergne
- Cardinale Pietro Gasparri
- Cardinale Clemente Micara
- Arcivescovo Gennaro Verolino

La successione apostolica è:
- Vescovo Luis Manresa Formosa, S.I. (1956)
- Vescovo Celestino Miguel Fernández Pérez, O.F.M. (1956)
- Vescovo Costantino Cristiano Luna Pianegonda, O.F.M. (1956)
- Vescovo Alfonso Höfer Hombach, C.M. (1958)
- Arcivescovo Carlos Humberto Rodríguez Quirós (1960)
- Arcivescovo Román Arrieta Villalobos (1961)